# Kościół świętych Dominika i Sykstusa w Rzymie
Kościół świętych Dominika i Sykstusa w Rzymie (wł. Chiesa dei Santi Domenico e Sisto) – rzymskokatolicki kościół tytularny w Rzymie. 
Świątynia ta jest kościołem rektoralnym parafii Santa Maria ai Monti, kościołem tytularnym oraz kościołem uniwersyteckim Papieskiego Uniwersytetu św. Tomasza z Akwinu Angelicum.

## Lokalizacja
Kościół znajduje się w I Rione Rzymu – Monti przy Largo Angelicum 1. Na prawo od kościoła, w zabudowaniach dawnego klasztoru, mieści się uniwersytet Angelicum.

## Patroni
Patronami świątyni są:
- św. Dominik – założyciel Zakonu Kaznodziejskiego (dominikanów), żyjący na przełomie XII i XIII wieku,
- św. Sykstus II – papież, który poniósł śmierć męczeńską za wiarę chrześcijańską w 258 roku.

## Historia
Wcześniej na tym miejscu stał kościół pochodzący co najmniej z X wieku, który w XVI wieku był określany jako Santa Maria a Magnanapoli. Należał on do dominikanek z klasztoru św. Sykstusa, zlokalizowanego przy bazylice pod tym samym wezwaniem (klasztor ten był najstarszym klasztorem dominikanek w Rzymie, został założony przez samego św. Dominika pomiędzy 1207 a 1221 rokiem). W XVI wieku zakonnice były niezadowolone z jego lokalizacji, gdyż doszło do wyludnienia okolicy, a co gorsza teren ten sprzyjał malarii. W efekcie papież Pius V zarządził wybudowanie nowego klasztoru w innym miejscu. Budowa rozpoczęła się w 1569 roku wraz z przejęciem odpowiedniego terenu i wyburzeniem starego kościoła Santa Maria a Magnanapoli. Do 1575 roku nowy klasztor był już gotowy na wprowadzenie zakonnic, ale budowa kościoła trwała jeszcze długo i został on ukończony dopiero w 1663 roku. Początkowo nowy klasztor i kościół określano jako San Sisto Nuovo.
W związku z długim czasem budowy kościoła, w prace było zaangażowanych ośmiu architektów, przy czym dokładny wkład poszczególnych z nich budzi kontrowersje. Prawdopodobnie pierwotny plan był dziełem Domenico di Mezzana, który położył fundamenty i rozpoczął prace nad chórem klasztornym, zlokalizowanym za głównym ołtarzem. W latach 1587–1593 budowę nadzorował Giacomo della Porta, uważa się, że ukończył on prezbiterium i dzwonnicę oraz rozpoczął nawę, po czym nastąpiła przerwa w budowie. Następnie w latach 1603-1636 pracami zarządzał Nicola Torriani, wiadomo że zaprojektował on dolną część nawy kościoła, a być może również część górną. Wygląda również, że ponadto musiał nadzorować początek budowy fasady, ponieważ Carlo Maderno, który był zaangażowany przez rok od 1628 był odpowiedzialny za dolną parę posągów fasadzie. Od 1633 roku w pracach pomagał brat Nicoli Orazio Torriani, który po śmierci Nicoli przejął nadzór od 1636 do 1641 roku. Następnie do 1651 roku prace prowadził Giovanni Battista Soria, a później Vincenzo della Greca, który pracował nad górną częścią fasady od 1651 do 1661 roku. Po śmierci Vincenzo, budowę kontynuował jego syn Felice, który ostatecznie zakończył prace w 1663 roku.
W 1860 roku wnętrze kościoła zostało odrestaurowane i ozdobione sztukateriami oraz złoceniami. W 1873 roku dominikanki zostały wywłaszczone przez rząd włoski i musiały opuścić klasztor, w którym urządzono świecką szkołę. W 1874 roku przeprowadzono prace zmniejszające nachylenie Via Nazionale, co doprowadziło do obniżenia poziomu gruntu przed kościołem oraz po jego lewej stronie. W efekcie musiano dobudować dodatkowy ciąg schodów prowadzących do wejścia. W 1928 roku prowadzone przez dominikanów Angelicum odkupiło od rządu dawny klasztor św. Dominika i Sykstusa.

## Architektura i sztuka
Kościół zbudowano na planie prostokąta, ma on jedną nawę z apsydą. Został wzniesiony z cegły, detale architektoniczne są z trawertynu.
Dzwonnica
Dzwonnica znajduje się po prawej stronie apsydy. Jej górna kondygnacja zaczyna się nieco powyżej linii dachu, z każdej strony ma ona wysoki wąski otwór dźwiękowy, nad którym znajduje się trójkątny fronton z modylionami, powyżej jest niewysoki kwadratowy cokół, na którym z kolei spoczywa cokół ośmiokątny z okrągłymi otworami z każdej strony, a na nim osadzono hełm.
Schody
Do kościoła prowadzą schody, których najniższy pojedynczy ciąg powstał pod koniec XIX wieku, w związku z obniżeniem poziomu gruntu w efekcie prac drogowych, i nie jest on częścią pierwotnego planu. Oryginalne natomiast są dwa ciągi schodów prowadzące koliście z dwóch stron na eliptyczny podest przed wejściem. Oryginalny jest również trzeci ciąg zlokalizowany po prawej stronie i prowadzący z podestu w dół. Pierwotne schody oraz podest mają balustrady z balaskami i zwieńczeniami w postaci kuli na cokole.
Fasada
Fasada jest dwukondygnacyjna. Na pierwszej kondygnacji znajdują się cztery pary korynckich pilastrów, wspierających belkowanie z gzymsem zdobionym modylionami i ząbkami. We fryzie umieszczono napis dedykacyjny: B[eato] P[atri] Domin[ico] Ord[inis] Praed[icatorum] Fu[n]dat[ori] et monialium parenti, d[icata]. Środkowa para pilastrów flankuje wejście, po którego bokach znajdują się kolumny jońskie z festonami w kapitelach, na nich spoczywają niewysokie słupki, które z kolei podtrzymują przerwany półkolisty fronton. W przerwie frontonu umieszczono owalną niszę z rzeźbą autorstwa Marcantonio Caniniego przedstawiającą Maryję, nisza ta obramowana jest gałązkami kwiatów. Między drzwiami a frontonem znajduje się płaskorzeźba psa z pochodnią w pysku, poniżej której umieszczono głowę putta ze skrzydełkami. Po obu stronach kolumn flankujących drzwi znajduje się para pilastrów w tym samym stylu. W bok od wejścia, między parami pilastrów z każdej strony są dwie puste tabliczki w barokowych ramach (rama górnej tablicy jest zdobiona od góry głową putta ze skrzydełkami, a od dołu festonem). Tablice te znajdują się nad i pod posągami autorstwa Carlo Maderno, przedstawiającymi św. Sykstusa (po lewej) i św. Dominika (po prawej).
Górna kondygnacja fasady zaczyna się od cokołu, na którym znajdują się cztery tablice z symbolami patronów kościoła: po lewej stronie są symbole św. Sykstusa – korona ze skrzyżowanymi palmami męczeństwa oraz tiara, po prawej natomiast symbole św. Dominika – pies i gwiazda. Powyżej znajdują się kolejne cztery pary pilastrów korynckich, przy czym pilastry każdej pary są oddzielone od siebie wąskimi pionowymi panelami z rozetami i półrozetami. Pilastry wspierają belkowanie i trójkątny fronton z modylionami. W tympanonie znajduje się otwór w kształcie połowy elipsy, otoczony zdobieniami z głową anioła u góry. Po bokach, pomiędzy parami pilastrów, znajdują się zwieńczone frontonami i obramowane prostokątne nisze, w których stoją posągi autorstwa Marcantonio Caniniego: św. Piotr z Werony po lewej i św. Tomasz z Akwinu po prawej. Pośrodku górnej kondygnacji jest duże okno z balustradą flankowane wąskimi pilastrami, podtrzymującymi trójkątny fronton z muszlą w tympanonie.

### Wnętrze kościoła
Ściany boczne nawy mają ślepe arkady złożone z trzech łuków po każdej ze stron stron. W powstałych w ten sposób wnękach znajdują się ołtarze boczne. Łuki są oddzielone podwójnymi korynckimi pilastrami o pozłacanych kapitelach, które wspierają belkowanie z modylionami podtrzymującymi gzyms biegnący wokół wnętrza kościoła. W pachach łuków znajdują się XIX-wieczne sztukatorskie anioły.
Środkowy panel sklepienia zdobi malowidło Domenico Maria Canuti z 1674 roku Apoteoza św. Dominika.
Ołtarz główny przy tylnej ścianie apsydy jest autorstwa Giovanniego Lorenzo Berniniego. Ma on dwie pary kolumn korynckich z czerwono-białego marmuru, które wspierają przedzielony półokrągły fronton. W przerwę frontonu wstawiono płaskorzeźbę Bóg Ojciec, która ma swój mały trójkątny fronton zagnieżdżony we frontonie półokrągłym. Pośrodku ołtarza umieszczono XV-wieczny wizerunek Madonny z Dzieciątkiem. W ołtarzu jest krata, za którą znajduje się sarkofag z relikwiami bł. Jacka Marii Cormiera, który był generałem zakonu dominikanów na początku XX wieku.
Po obu stronach ołtarza znajdują się drzwi prowadzące do kaplicy chóru. Nad drzwiami umieszczono sześć obrazów, po trzy z każdej strony, przedstawiających sceny z życia Matki Bożej.

#### Kaplice boczne
Kaplica Alealeona
Pierwsza kaplica po prawej stronie została zaprojektowana przez Giovanniego Lorenzo Berniniego na zlecenie przełożonej klasztoru Marii Alealeona.
Ołtarz w kaplicy przedstawia scenę Noli me tangere. Konstrukcja ołtarza oparta jest na dwóch krzywiznach. Jest on pochylony (wypukły), natomiast tło dla grupy rzeźbiarskiej jest wklęsłe. Centralnie umieszczone postacie zmartwychwstałego Chrystusa i św. Marii Magdaleny wykonał Antonio Raggi (jeden z uczniów Berniniego). W tle znajduje się fresk przedstawiający pusty grób w ogrodzie. Rzeźby ołtarza flankuje para korynckich kolumn z czerwonego marmuru, które podtrzymują dwie części podzielonego półokrągłego frontonu. W przerwie frontonu znajduje się figura anioła trzymającego krzyż, poniżej są dwa mniejsze anioły trzymające koronę cierniową i chustę Weroniki. Przerwa między fragmentami frontonu jest podświetlona przez okno lunety.
Kaplica św. Piotra z Werony
Druga kaplica po prawej stronie jest poświęcona św. Piotrowi z Werony. W ołtarzu umieszczono Męczeństwo św. Piotra, anonimowe dzieło w stylu Tycjana. Freski są autorstwa Baldiniego.
Kaplica Costaguti
Trzecia kaplica po prawej stronie dedykowana została św. Dominikowi. Obraz ołtarzowy przedstawia Widzenie w Soriano, został on wykonany przez Pier Francesco Mola w 1648 roku.
Kaplica Matki Bożej Różańcowej
Pierwsza kaplica po lewej stronie poświęcona jest Matce Bożej Różańcowej, której przedstawienie umieszczono w ołtarzu, jest to dzieło Giovanniego Francesco Romanelli z 1652 roku.
Kaplica św. Katarzyny ze Sieny
Druga kaplica po lewej stronie dedykowana została św. Katarzynie ze Sieny. Obraz ołtarzowy przedstawiający Mistyczne zaślubiny św. Katarzyny został namalowany przez Francesco Allegrini, który jest również autorem fresków ze scenami z życia świętej.
Kaplica krucyfiksu
Trzecia kaplica po lewej stronie była poświęcona Ukrzyżowaniu i dawniej w ołtarzu znajdowała się kopia dzieła Lanfranco. Obecnie w ołtarzu jest fragment fresku z 1460 roku Madonna z Dzieciątkiem i św. Pawłem autorstwa Antoniazzo Romano. Natomiast freski na bocznych ścianach tematycznie związane są z pierwotną dedykacją kaplicy i przedstawiają Agonię w ogrodzie oraz Biczowanie.

## Kardynałowie diakoni
Kościół świętych Dominika i Sykstusa jest jednym z kościołów tytularnych nadawanych kardynałom-diakonom (Titulus Sanctorum Dominici et Sixti). Tytuł ten został ustanowiony 21 października 2003 roku przez papieża Jana Pawła II.
- Georges Cottier OP (2003-2014), tytuł prezbiterialny pro hac vice (2014-2016)
- José Tolentino Mendonça (2019-nadal)